# Winifred Holt
Pour les articles homonymes, voir Holt.
Winifred Holt, née à New York le 17 novembre 1870 et morte à Pittsfield le 14 juin 1945, est une sculptrice américaine et travailleuse sociale. Elle est la fondatrice de la New York Association for Blind.

## Biographie
Winifred Holt est la fille de l'éditeur Henry Holt. Elle étudie à la Brearley School de New York. Soutenue par son père, elle œuvra dans le quartier pauvre de Bowery en tant que travailleuse sociale pendant plusieurs années. Elle commence à prendre des leçons de sculpture au cours d'un voyage en Italie en 1894. Elle y retourne en 1901 accompagnée de sa sœur Edith. Les deux femmes assistent alors à un concert en compagnie d'un groupe d'étudiants aveugles, absorbés par la musique. En 1903, les sœurs Holt fondent le Ticket Bureau for the Blind: Winifred consacrera le reste de sa vie à l'aide aux personnes aveugles. La New York Association for the Blind est fondée à la demeure des Holt en 1905.[réf. nécessaire] L'organisation est toujours en activité sous le nom de Lighthouse International.